# Cantonul Levroux
Cantonul Levroux este un canton din arondismentul Châteauroux, departamentul Indre, regiunea Centru, Franța.

## Comune
- Baudres
- Bouges-le-Château
- Bretagne
- Brion
- Coings
- Francillon
- Levroux (reședință)
- Moulins-sur-Céphons
- Rouvres-les-Bois
- Saint-Martin-de-Lamps
- Saint-Pierre-de-Lamps
- Villegongis
- Vineuil